# Хајландс Ранч (Колорадо)
Хајландс Ранч (енгл. Highlands Ranch) насељено је место без административног статуса у америчкој савезној држави Колорадо.

## Демографија
По попису из 2010. године број становника је 96.713, што је 25.782 (36,3%) становника више него 2000. године.
| Група             | 2000.          | 2010.          |
| Белци             | 61.984 (87,4%) | 80.994 (83,7%) |
| Афроамериканци    | 915 (1,3%)     | 1.164 (1,2%)   |
| Азијати           | 2.861 (4,0%)   | 5.396 (5,6%)   |
| Хиспаноамериканци | 3.847 (5,4%)   | 6.929 (7,2%)   |
| Укупно            | 70.931         | 96.713         |